# Tidigt en morgon sent på jorden
Tidigt en morgon sent på jorden är en diktsamling av Werner Aspenström utgiven 1980.
Samlingen innehåller dikter från åren 1976–1980. Boken nominerades till Nordiska rådets litteraturpris 1981.